# 스퀴즈 (밴드)

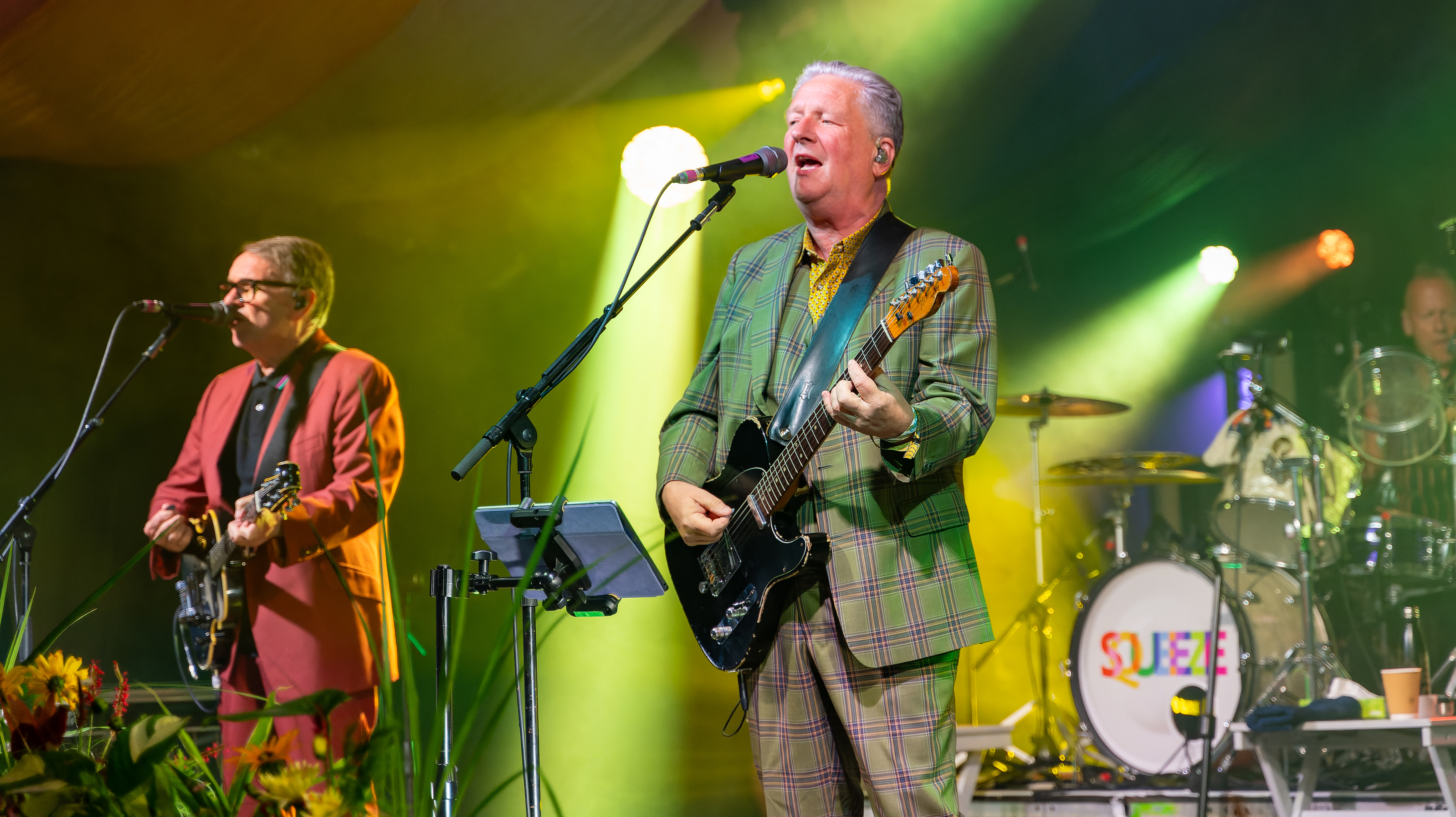
2023년의 모습

스퀴즈(영어: Squeeze)는 잉글랜드의 록 밴드로 뉴 웨이브 시기에 영국에서 두각을 나타냈으며, 1980년대, 90년대, 2010년대에도 꾸준히 음악을 만들었다. 〈Cool for Cats〉, 〈Up the Junction〉, 〈Labelled with Love〉는 영국 싱글 차트에서 10위 이내의 히트를 기록하였다. 미국에서는 영국에서 만큼의 상업적 성공을 이루지는 못했으나 〈Tempted〉, 〈Hourglass〉, 〈853-5937〉 등은 빌보드 핫 100 차트에 진입하였다.
스퀴즈가 발매한 대부분의 음악은 크리스 디포드가 작사하고, 밴드의 보컬이자 기타리스트인 글렌 틸브룩이 작곡하였다. 70년대 말 처음으로 인기를 얻기 시작했을 때에는 "레논-매카트니 왕좌의 후계자"라는 말이 붙여졌다. 밴드는 1974년 런던 뎁트포드에서 결성하였으며, 1982년 1차적으로 해체했다. 이후 1985년 재결합 후 1999년 다시 해체하였다.
2007년에는 미국 및 영국에서의 투어를 위해 재결합하였다. 2010년에는 오래된 곡들을 새로 녹음한 《Spot the Difference》를 발매하였다. 2015년 10월에는 1998년 이후 최초로 새 곡들로만 채워진 《Cradle to the Grave》를, 2017년 10월에는 또 다른 음반 《The Knowledge》를 발매하였다.

## 음악

### 스타일
스퀴즈는 뉴 웨이브, 포스트펑크, 펍 록 및 파워팝 밴드로 분류된다. 올뮤직의 스티븐 토머스 얼와인은 밴드가 "영국의 고전 기타 팝과 포스트펑크의 연결점"을 제공했다고 보았다. 또한 평론가들은 스퀴즈를 펑크 또는 팝 펑크 밴드라고 칭했는데, 1988년 1월 잡지 뮤직 커넥션과의 인터뷰에서 틸브룩은 스퀴즈가 펑크 밴드로 여겨지는 것에 대해 "나는 한 번도 우리가 [펑크 밴드라고] 생각해 본 적이 없다. 하지만 어느 정도 영향을 받았다고는 생각한다"고 답하였다.

### 영향
스퀴즈는 1960년대 록 밴드 킹크스와 비틀즈에게서 영향을 받았으며, 디포드와 틸브룩의 작사 및 작곡 파트너십은 존 레논과 폴 매카트니와 비교되곤 하였다. 추가적으로 스퀴즈의 멤버들은 데이비드 보위, 엘비스 코스텔로, 도노반, 블록헤즈의 이언 듀리, 밥 딜런, 지미 헨드릭스, 킹 크림슨과 그렉 레이크, 닉 로우, 글렌 밀러, 라몬즈, 롤링 스톤스, 벨벳 언더그라운드와 루 리드, 더 후 등에게서 영향을 받았다고 밝혔다.

## 영향력
미국의 뉴웨이브 음악가 마셜 크렌쇼는 스퀴즈를 자신의 1982년 데뷔 음반의 주요한 영향 중 하나로 꼽았다. 칼리지 록 밴드인 리플레이스먼츠, 특히 베이스 연주자 토미 스틴슨은 밴드에 대한 존경심을 표하였다. 많은 브릿팝 장르의 음악가들도 영향을 받았다고 밝혔는데, 블러의 그레이엄 콕슨은 스퀴즈를 "엄청난 밴드"라고 칭하였고, 틸브룩의 목소리를 "가장 좋아하는 잉글랜드의 목소리 중 하나"라고 극찬하였다. 이외에도 아메리칸 Hi-Fi, 콜필즈, 카사비안, 더 킬러스, 나이트메어 오브 유, 레이저라이트, 스페이스 등이 스퀴즈를 영향을 받은 음악가로 꼽았다.

## 구성원
- 글렌 틸브룩 – 리드 기타, 키보드, 보컬
- 크리스 디포드 – 리듬 기타, 보컬
- 스티븐 라지 – 키보드, 백 보컬
- 사이먼 핸슨 –  드럼, 퍼커션, 백 보컬
- 스티브 스미스 – 퍼커션, 리듬 기타, 보컬
- 멜빈 더피 – 페달 기타, 랩 스틸 기타, 덜시머
- 오언 비들 – 베이스, 백 보컬

## 디스코그래피

### 정규 음반
- Squeeze (1978)
- Cool for Cats (1979)
- Argybargy (1980)
- East Side Story (1981)
- Sweets from a Stranger (1982)
- Difford & Tilbrook (1984)
- Cosi Fan Tutti Frutti (1985)
- Babylon and On (1987)
- Frank (1989)
- Play (1991)
- Some Fantastic Place (1993)
- Ridiculous (1995)
- Domino (1998)
- Spot the Difference (2010)
- Cradle to the Grave (2015)
- The Knowledge (2017)

### EP
- Packet of Three (1977)
- Food for Thought (2022)

### 라이브 음반
- A Round and a Bout (1990)
- Live at the Royal Albert Hall (1997)
- Five Live: On Tour in America (2007)
- Live at the Fillmore (2012)